# レナルダス・セイブティス
レナルダス・セイブティス（Renaldas Seibutis、1985年7月23日- ）はリトアニアのプロバスケットボール選手。BCネプトゥーナスに所属している。リトアニアマジェイケイ出身。ポジションはシューティングガード。身長198cm、84kg。